# Programul Apollo
Programul Apollo a fost o serie de zboruri spațiale pilotate efectuate de Statele Unite ale Americii (NASA), folosind astronava Apollo și racheta purtătoare Saturn 5, între anii 1961 și 1975. Proiectul, coordonat de NASA, a avut ca principal obiectiv "aselenizarea unui om și întoarcerea lui în siguranță pe Pământ până la sfârșitul decadei 1960-1970". Acest obiectiv a fost atins cu Apollo 11 în iulie 1969.

Aselenizări (inclusiv Apollo)

Urmând succesului programelor Mercury și Gemini, programul Apollo a fost lansat pentru a încerca lucrul în spațiu și zborul omului în jurul Lunii, dar nu și pe Lună. Obiectivele programului Apollo au fost radical modificate ca urmare a anunțului președintelui John F. Kennedy din 25 martie 1961, conform căruia Statele Unite ar trebui să trimită oameni pe Lună și să-i aducă înapoi pe Pământ în siguranță până în 1970. Astfel Apollo a devenit un program de aselenizare a omului pe Lună. Programul Gemini a fost pornit la scurt timp pentru a furniza un vehicul spațial care să demonstreze tehnicile necesare pentru mult mai complicatele misiuni Apollo.
După opt ani de misiuni preliminare și incluzând prima pierdere de vieți omenești când astronauți ai NASA au murit într-un incendiu în timpul testelor modulului de comandă al Apollo 1, programul Apollo și-a atins scopurile odată cu Apollo 11 care a dus primii oameni pe Lună, Neil Armstrong și Buzz Aldrin, pe 20 iulie 1969 și i-a readus în siguranță pe Pământ pe 24 iulie.
Primele cuvinte ale lui Armstrong la coborârea din modulul lunar Eagle au fost: Este un pas mic pentru om, un salt uriaș pentru omenire ("That's one small step for [a] man, one giant leap for mankind."). Doisprezece oameni au pus piciorul pe Lună până la sfârșitul programului Apollo în decembrie 1972.
NASA a câștigat cursa spațială, și într-un anumit sens aceasta a lăsat-o fără o direcție precisă și într-un final fără atenția publică și interesul necesar garantării unui buget mai mare din partea Congresului American. După ce Lyndon Johnson a părăsit biroul, NASA și-a pierdut principalul său susținător politic, iar Wernher von Braun a fost mutat pe o poziție de lobby în Washington.
Planurile pentru proiectele ambițioase de a construi o stație spațială, stabilirea unei baze lunare și lansarea unei misiuni cu echipaj uman spre planeta Marte până în 1990 au fost propuse, dar nu a existat posibilitatea susținerii lor. Misiunea aproape dezastruoasă a lui Apollo 13, unde explozia unui rezervor de oxigen aproape a condamnat cei trei astronauți, a ajutat la recaptarea atenției și cu toate că au fost planificate 20 de misiuni Apollo, Apollo 17 a fost ultima misiune de zbor sub emblema Apollo. Programul s-a încheiat din cauza bugetelor reduse (în parte datorită războiului din Vietnam) și din dorința de a realiza un vehicul spațial reutilizabil.

## Informația de Fond

### Originile și studiile de fezabilitate ale navelor spațiale
Programul Apollo a fost conceput în timpul administrației Eisenhower la începutul anilor 1960, ca urmare a proiectului Mercury. În timp ce capsula Mercury ar fi putut încorpora doar un singur astronaut într-o misiune orbitală de scurtă durată, pe când, Apollo ar fi putut încorpora trei astronauti. Misiunile posibile presupuneau transportarea echipajelor  la o stație spațială, zboruri circumlunare și eventuale aselenizări ale echipajelor.
Astfel, în cele din urmă programul a fost numit Apollo, în cinstea zeului roman al zilei, al luminii și al artelor, de căre managerul NASA, Abe Silverstein, care mai târziu a spus că "Am numit nava spațială de parcă ași fi dat numele copilulului propriu." La începutlui anului 1960, într- o seara Silverstein odihnindu-se acasa după o zi de muncă, a dat numele aceste nave, pentru că simțea că "Apollo care urma să-și ducă carul  peste Soare,  a fost un nume de proporție pentru  programului propus."
În iulie 1960, administratorul adjunct al NASA, Hugh L. Dryden, a prezentat programul Apollo reprezentanților industriei la o serie de conferințe ale grupului Space Task Group. Au fost elaborate specificații preliminare pentru o navă spațială cu modul misiunii cu o cabină separată  de cea a modulului de comandă (cabină de pilotaj și de reintrare) și un modul de propulsie și echipament. La 30 august, a fost anunțat un concurs de studiu de fezabilitate, iar pe 25 octombrie au fost acordate trei contracte de studii pentru General Dynamics/Convair, General Electric și Compania Glenn L. Martin. Între timp, NASA a realizat propriile studii de proiectare a navelor spațiale, conduse de Maxime Faget, pentru a evalua și  monitoriza cele trei modele industriale.

### Creșterea presiunii politice
În luna noiembrie 1960, John F. Kennedy a fost ales în calitate de președinte după o campanie electorală în care a promis superioritatea americană față de Uniunea Sovietică în domeniul explorării spațiului și al apărării antirachetă. Până la alegerile din 1960, Kennedy a vorbit despre "subdezvoltarea a armelor cu proiectil" pe care el cu alți senatori o simțiseră  și care s-a aprofundat din cauza inacțiunii președintelui Eisenhower. Dincolo de puterea militară, Kennedy a folosit tehnologia aerospațială ca simbol al prestigiului național, promisese să facă Statele Unite dacă nu "primii, dar primii și unicii, în perioada cea mai apropiată". În ciuda retoricii lui Kennedy, decizia privind statutul programului Apollo nu a fost adoptată odată ce el a devenit președinte. El nu știa prea multe detaliile tehnice ale programului spațial și s-a opus finanțării substanțiale necesare pentru  o eventuală  aselenizare a echipajului. Când noul administrator NASA din  partea lui Kennedy, James E. Webb, a solicitat o creștere cu 30% a bugetului pentru agenția sa, Kennedy a sprijinit accelerarea marelui program NASA, dar amânând decizii mai importante în acest sens.
La 12 aprilie 1961, cosmonautul sovietic Iuri Gagarin a devenit prima persoană care a zburat în spațiu, întărind temerile americanilor de a rămâne în urmă într-o competiție tehnologică cu Uniunea Sovietică. La o zi după zborul lui Gagarin, în cadrul unei ședințe a Comitetului de știință și astronautică al Camerei Reprezentanților a SUA, mulți congresmeni au promis să sprijine un contra program care ar asigura accelerarea Americii în această direcție. Kennedy a acționat cu prudență atunci când a fost solicitat de comenteze situația de către mass media americană, refuzând să facă declarații privind contraacțiunile Americii în acest sens.

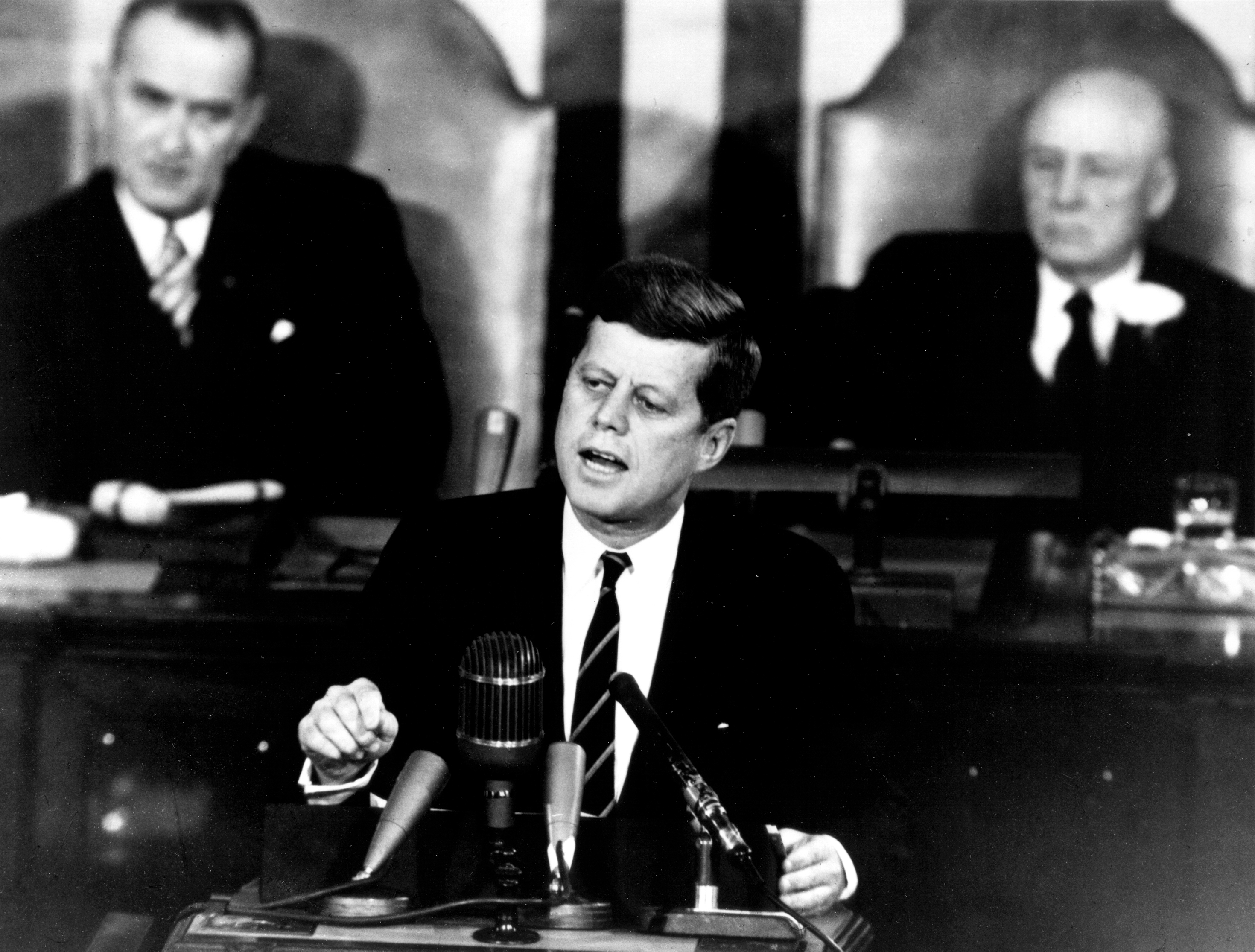
Președintele Kennedy își propune să pună un bărbat pe Lună înainte de o sesiune comună a Congresului, 25 mai 1961

Președintele Kennedy a propus trimiterea omului pe  Lună înainte de  sesiunea comună a Congresului, 25 mai 1961. La 20 aprilie, Kennedy a trimis o notificare vicepreședintelui Lyndon B. Johnson, cerându-i lui Johnson să examineze statutul programului spațial american și programele care ar putea sprijini pefromanțele NASA. Johnson a răspuns aproximativ o săptămână mai târziu, concluzionând că "nu se depun eforturi maxime în obținerea rezultatelor necesare ca țară să ocupe pozițiile de frunte în acest sens". În nota sa informativă a fost concluzionat că aselenizarea se poate planifică într-un viitor îndepărtat și  că este probabil ca Statele Unite să realizeze primii această ideie.
La 25 mai 1961, la douăzeci de zile după prima lansare a navei spațiale ale SUA cu echipaj la bord, Freedom 7, Kennedy într-un mesaj special adresat Congresului cu privire la nevoile urgente ale națiunii, a propus aselenizarea echipajului:
Acum este momentul să facem niște pași mai mari – a venti timpul pentru o nouă campanie Americană – a venit timp pentru ca această națiune să joace rolul principal în explorarea spațiului, care, în multe privințe, poate să fie decesivă pentru viitorului nostru de pe Pământ.

...Cred că națiunea trebuie să se consolideze întru atingerea acestui obiectiv, și până la sfârșitul acestui deceniu, pe Lună să pășească un om și să se întoarcă în siguranță pe Pământ. Nici un proiect spațial în această perioadă nu va fi mai impresionant pentru omenire, sau mai important în explorarea spațiului pe distanțe lungi; și nici unul nu va fi atât de dificil sau de costisitor de realizat. Full text 

## Nava Spațială

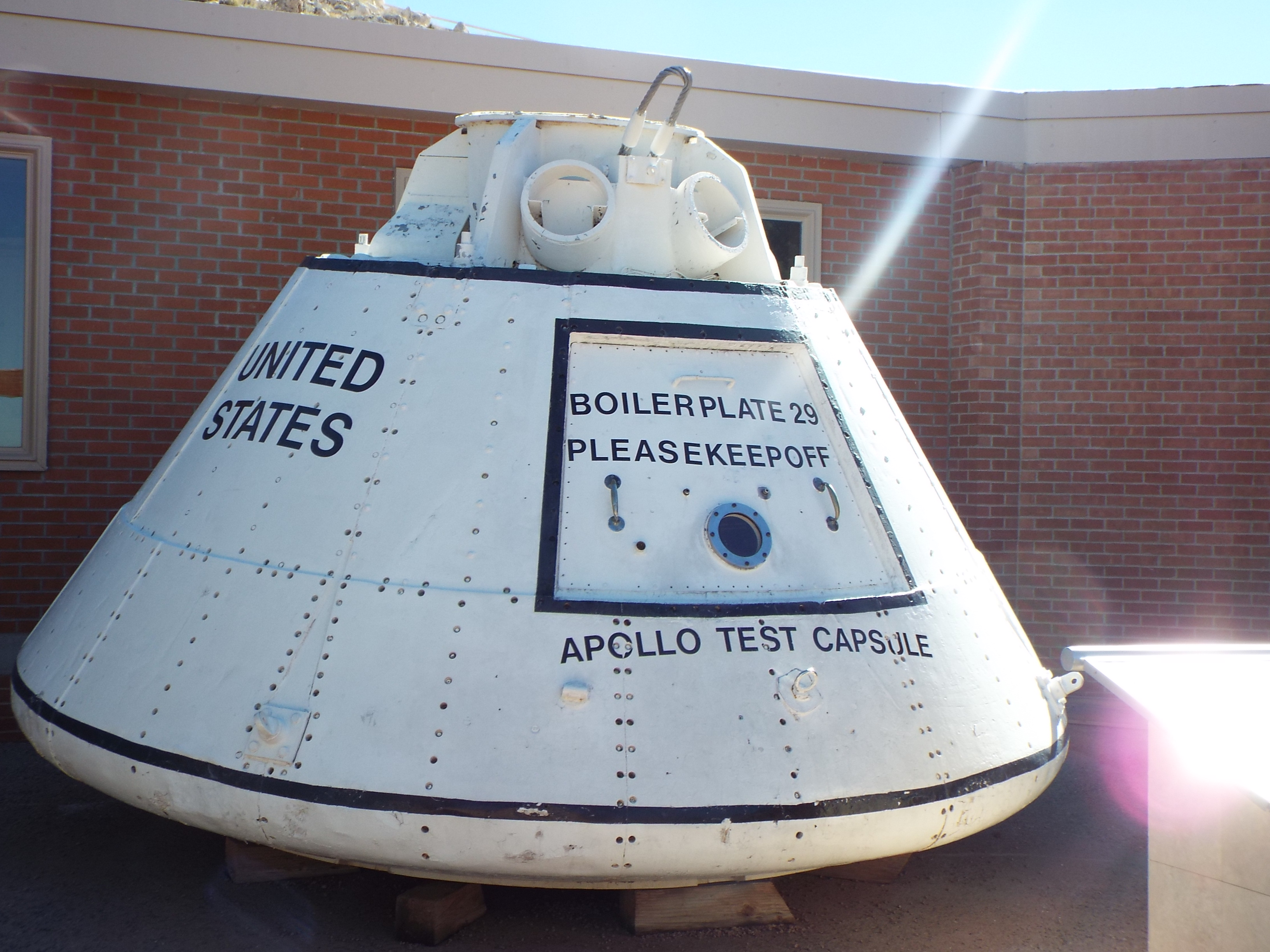
Un modul de comandă Apollo boilerplate este expus în centrul de vizitatori Meteor Crater din Winslow, Arizona.

Proiectul preliminar  al navei spațiale Apollo elaborat de Faget a folosit un modul de comandă în formă de con, sprijinit de unul dintre multiplele module de serviciu care asigură propulsia și puterea electrică, dimensiunea cărei era potrivită și pentru o stație spațială, cislunar și misiuni de aselenizar. Odată ce obiectivul de aselenizare a lui Kennedy a devenit oficial, a început proiectarea detaliată a unui modul de comandă și servicu (MCS), în care echipajul va petrece întreaga misiune de ascensiune directa și va ieși de pe suprafața lunară innapoi, după ce va aseleniza ușor de un modul de propulsie mai mare de aselenizare. Alegerea finală privind alegerea călătoriei orbitale  a schimbat rolul MCS privind feribotul translunar utilizat pentru a transporta echipajul, împreună cu o nouă navă spațială, modulul de excursii lunare (LEM, mai prescurtat la  modul lunar, LM, dar totuși pronunțat "lem") care va lua două persoane pe  suprafața lunară și îi va reîntoarce la MCS.

### Modulul de comandă și serviciu

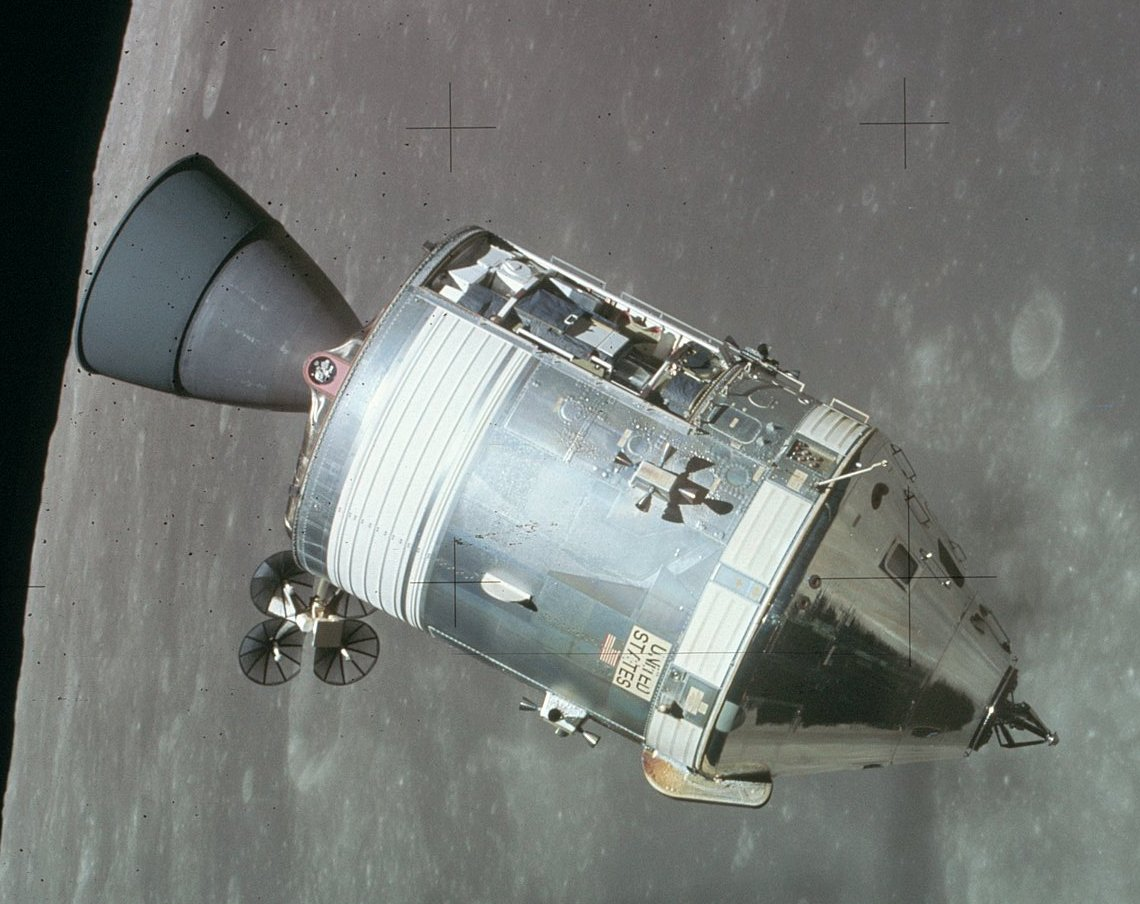
Apollo 15 CSM in lunar orbit

Modulul de comandă (CM) a fost cabina conică a echipajului, proiectată să transporte trei astronauti de la lansare pe orbită lunară și înapoi la o aselenizare pe suprafața oceanului de pe Pământ. A fost singura componentă a navei spațiale Apollo care  nu a suportat nici o modificare majoră de configurație, deoarece programul a evoluat de la primele modele de studiu ale Apollo. Exteriorul său era acoperit cu un scut termic ablativ și avea propriile sisteme de comandă a reacției (SCR) pentru a-și controla atitudinea și a orienta calea de intrare atmosferică. Parasutele erau planificate pentru a încetini coborârea. Modulul avea o înălțime de 3,48 m, un diametru de 3,91 m și cântărea aproximativ 5,560 kg.
Modulul cilindric de serviciu (MCS) ținea modulul de comandă, cu un motor de propulsie de serviciu și un SCR cu propulsori, și un sistem de generare a energiei cu celule de combustibil, cu hidrogen lichid și reactanți lichizi de oxigen lichid. O antenă de bandă- S de o dimensiune mare era  utilizată pentru comunicațiile pe distanțe lungi pentru zborurile lunare. Pentru misiunile lunare extinse, era preconizat un pachet de instrumente științifice orbitale. Modulul de serviciu era eliminat chiar înainte de reintrare. Modulul avea o lungime de 7,5 metri și un diametru de 3,91 metri.  În versiunea inițială nava spațială cântărea aproximativ 51.300 livre (23.300 kg) complet alimentată, în timp ce versiune ulterioară, concepută pentru a transporta un pachet de instrumente științifice pe orbită lunară, a cântărea ceva peste 24.000 kg.
North American Aviation a câștigat contractul de construire a MCS și, de asemenea,în doua etapă a vehiculului de lansare Saturn V pentru NASA. Deoarece proiectarea MCS a fost începută cu mult timp înainte de selectarea călătoriei orbitale pe lună, motorul de propulsie a serviciului a fost proiectat pentru a ridica MCS de pe Lună și, astfel, a fost supradimensionat la aproximativ dublu forței necesare pentru zborul translunar. De asemenea, nu a existat nicio prevedere pentru andocarea cu modulul lunar. Un studiu de definitivare a programului din 1964 a ajuns la concluzia că proiectul inițial ar trebui să continue ca blocul I care ar fi fost folosit pentru testarea timpurie, în timp ce Blocul II, nava spațială lunară actuală, ar încorpora echipamentul de andocare și să profite de lecțiile învățate în dezvoltarea blocului I.

### Modulul Lunar Apollo

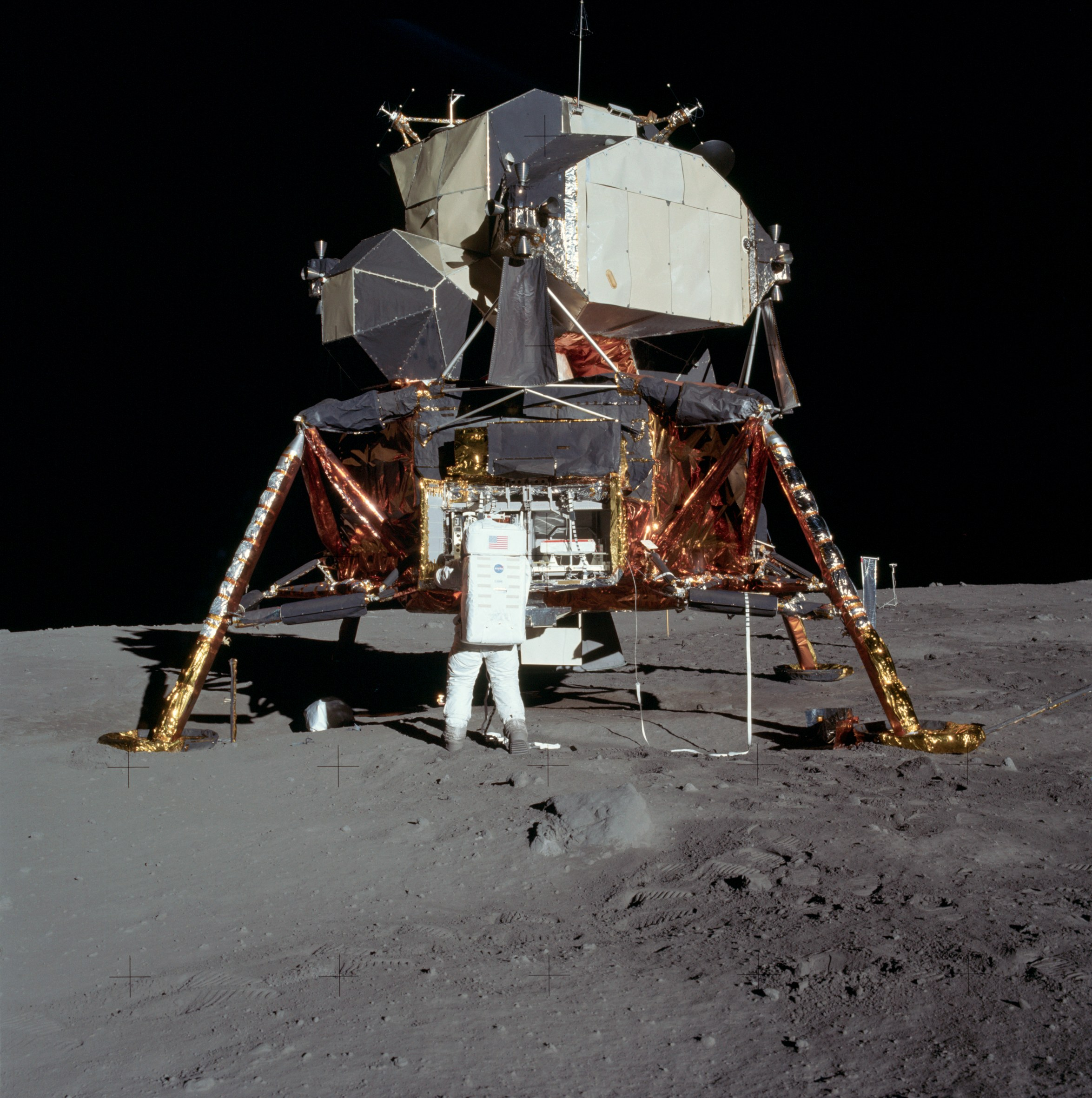
Apollo 11 Modulul Lunar Eagle pe Lună

Modulul lunar Apollo (LM) a fost proiectat pentru a coborî de pe orbita lunară și pentru aselenizare a doi astronauți și de a-i lua înapoi pe orbită pentru a transporta pe modulul de comandă. Nu a fost conceput pentru a zbura prin atmosfera Pamantului sau pentru a se intoarce pe Pamant, fuselajul sau a fost proiectat in totalitate fara considerente aerodinamice și a fost construcție extrem de ușoară. Acesta a constat în etape separate de coborâre și urcare, fiecare având propriul său motor. Stadiul de coborâre conținea stocare pentru propulsorul de coborâre, consumabile de suprafață și echipamente de explorare a suprafeței. Treapta de urcare a conținut cabina echipajului, propulsorul de urcare și un sistem de control al reacției. Modelul ML inițial a cântărit aproximativ 33,300 livre (15,100 kg), permițându-i staționare la suprafață  în jur de 34 de ore. Modul lunar extins cântărea peste 36.200 kg (16.400 kg), premițându-i staționarea pe suprafață peste 3 zile. Contractul de proiectare și construcție a modulului lunar a fost atribuit companiei Grumman Aircraft Engineering Corporation, iar proiectul a fost supervizat de Thomas J. Kelly.